# Land Lebus

Wapenschild van het historisch Prinsbisdom Lebus

Land Lebus (Latijns: terra lubucensis, Pools: Ziemia Lubuska) is de naam voor een bestuurlijk en administratief gebied aan de middenloop van de Oder sinds de 13e eeuw. Het westelijke deel behoort nu tot de deelstaat Brandenburg en het oostelijke deel tot het Poolse woiwodschap Lubusz.
De term werd van 1945 tot 1975 ook gebruikt voor een Poolse regio ten oosten van de rivier de Oder, genaamd Zemia Lubuska.

## Geschiedenis

### Land Lebus onder de Poolse Piasten (circa 950-1249)

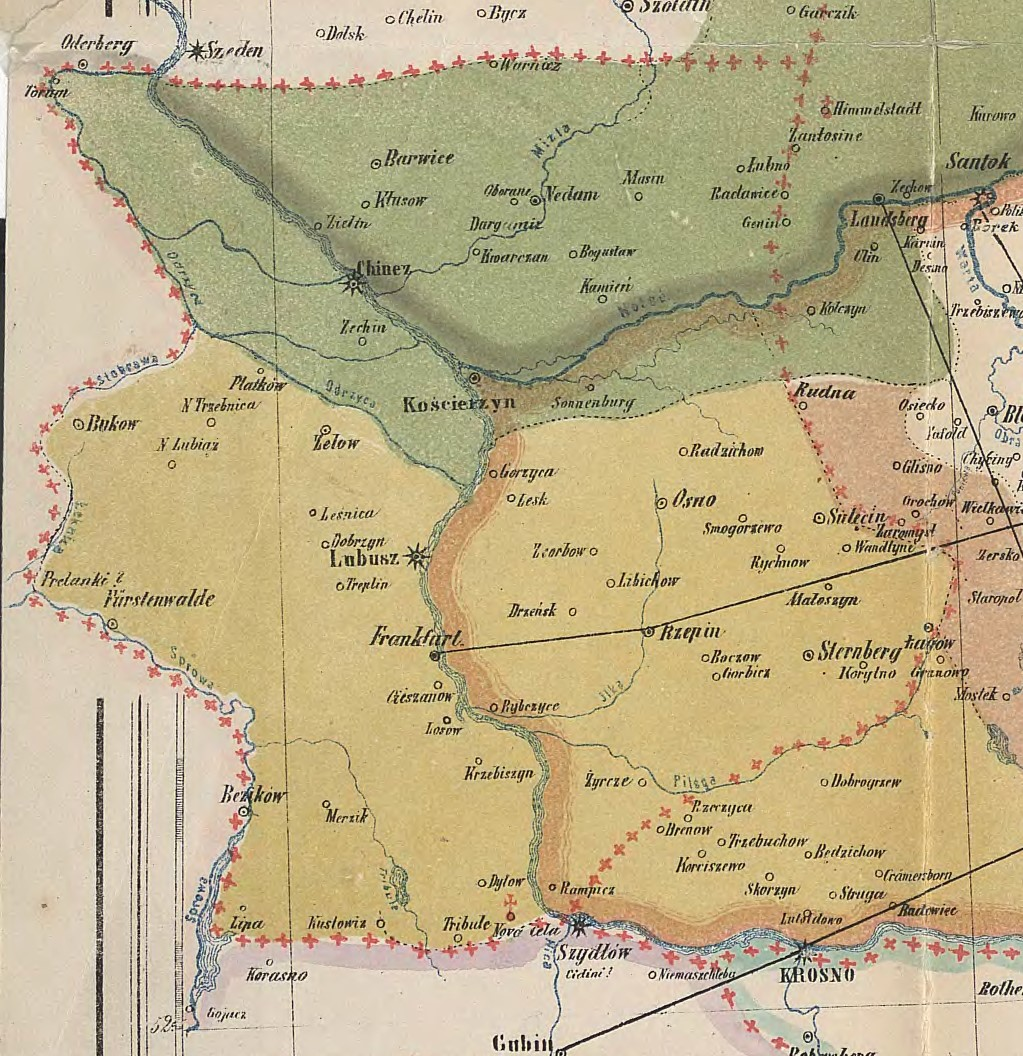
Land Lebus (Ziemia Lubuska) ten tijde van de Poolse overheersing ca. 950~1250

De Slavische Leubuzzi-stam vestigde zich waarschijnlijk rond de 7e eeuw in het gebied aan de middenloop van de Oder rond de Burcht Lebus.
Sinds het midden van de 10e viel het gebied rond de Burcht Lebus onder de heerschappij van de Poolse heerser Bolesław I en zijn opvolgers. Rond 1125 stichtte hertog Bolesław III van Groot-Polen zijn eigen kleine Prinsbisdom Lebus, dat waarschijnlijk even groot was als Land Lebus.
Sinds 1138 behoorde het gebied tot het domein van de hertogen van Silezië. Van 1209 tot 1211 behoorde het korte tijd toe aan Huis Wettin van Neder-Lausitz en daarna weer aan Silezië. In 1241/42 werd zelfs een Mieszko van Lebus genoemd, waarschijnlijk als de formele heerser van de Landen van Lebus.

### Land Lebus in de Mark Brandenburg (1249/87 - circa 1656)
In 1248 droeg zijn broer Bolesław II het Land Lebus (terra lubucensis) over aan de aartsbisschop van Magdeburg. In 1249 kwam een deel van dit land in handen van de Brandenburgse Ascaniërs en in 1287 het hele grondgebied. In de bijbehorende akten werd voor het eerst de aanduiding Land Lebus genoemd.
In de eeuwen die volgden behoorde het gebied ten westen van de Oder tot de Mittelmark en het gebied ten oosten van de Oder tot de Neumark (marchia transoderana). In de 16e eeuw werden de Amten van Lebus, Fürstenwalde en anderen gevormd.

### De Kreise Lebus (circa 1656–1945), Sternberg (1818–1873) en West- en Oost-Sternberg (1873–1945)
In de 17e eeuw werd de Landkreis Lebus gevormd. Sinds 1818 was er in het nieuwe Regierungsbezirk Frankfurt ten westen van de Oder de Kreis Lebus en ten oosten van de Oder de Kreis Sternberg, dat vanaf 1873 werd verdeeld in de Kreise Oststernberg en Weststernberg.
Na 1945 werden deze districten opgeheven.

### Na 1945 in Duitsland en Polen

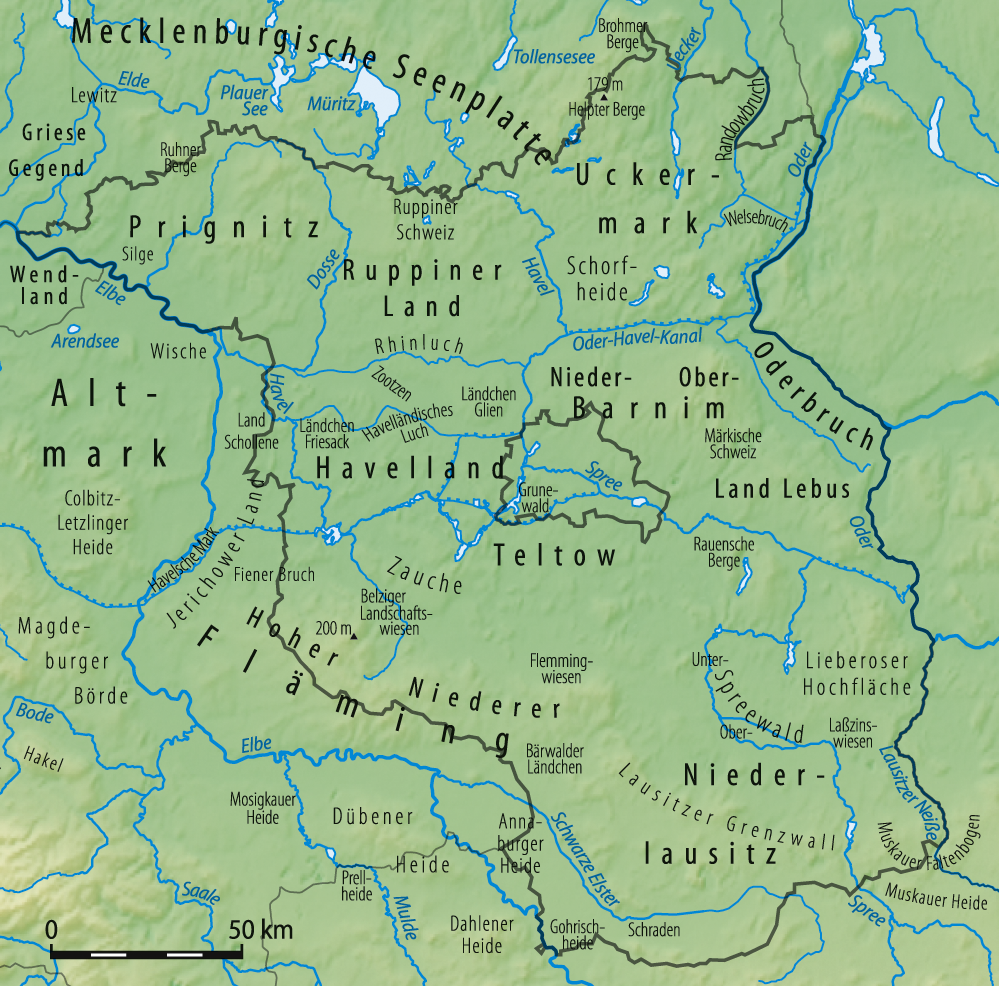
Het huidige Duitse deel van de deelstaat Lebus in het oosten van Brandenburg

In 1945 werd in plaats daarvan in Polen de Ziemia Lubuska (Land Lebus) opgericht. Deze werd in 1975 weer opgeheven.
De gebieden ten westen van de Oder vielen onder de districten Frankfurt, Fürstenwalde en Seelow in het district Frankfurt/Oder.
Sinds 1995 omvatten de Landkreis Märkisch-Oderland en kleine gebieden in het district Oder-Spree het gebied van het voormalige Land Lebus.
In 1999 werd in Polen een groot woiwodschap Lubusz gevormd, dat het gebied van het hele voormalige oostelijke deel van Neumark besloeg, maar conceptueel teruggreep op het oude kasteel en de stad Lebus en zichzelf in een historische traditie zag met het middeleeuwse Land Lebus.
Het Land Lebus is verkozen tot grensoverschrijdend landschap van het jaar 2003/2004.

## Steden
Steden ten westen van de Oder, in Duitsland:
- Beeskow
- Buckow
- Eisenhüttenstadt
- Frankfurt (Oder)
- Fürstenwalde
- Lebus
- Müllrose
- Müncheberg
- Seelow

Steden ten oosten van de Oder, in Polen:
- Cybinka
- Dębno
- Kostrzyn nad Odrą
- Ośno Lubuskie
- Rzepin
- Słubice
- Sulęcin
- Torzym
- Witnica